# Dante Fascell

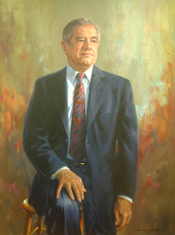
Dante Fascell

Dante Bruno Fascell (* 9. März 1917 in Bridgehampton, Suffolk County, New York; † 28. November 1998 in Clearwater, Florida) war ein US-amerikanischer Politiker. Er vertrat den Bundesstaat Florida im US-Repräsentantenhaus.

## Werdegang
Dante Fascell wurde 1917 auf Long Island geboren; seine Familie zog dann 1925 nach Florida. Er graduierte 1938 an der School of Law der University of Miami, wo er in die renommierte Iron Arrow Honor Society aufgenommen wurde. Während seiner Zeit an dieser Universität war Fascell Mitglied der Bruderschaft Kappa Sigma. Als der Zweite Weltkrieg ausbrach, verpflichtete er sich in der Florida National Guard. Er nahm am Afrika-, Sizilien- und Italienfeldzug teil und schied am 20. Januar 1946 im Rang eines Captain aus der Armee aus. Von 1947 bis 1950 fungierte er als Rechtsberater der Abgeordneten aus dem Dade County in der Florida Legislature. Von 1950 bis 1954 gehörte Fascell als gewählter Abgeordneter dem Repräsentantenhaus von Florida an.
Danach wurde er als Demokrat in den 84. und die 18 nachfolgenden Kongresse gewählt. Seine Amtszeit erstreckte sich vom 3. Januar 1955 bis zum 3. Januar 1993. In dieser Zeit verweigerte er 1956 die Beteiligung am Southern Manifesto, das sich gegen die Rassenintegration an den öffentlichen Einrichtungen aussprach. Des Weiteren war Fascell anfangs ein Befürworter des Vietnamkrieges, aber er sprach sich schon bald gegen den Krieg aus. Er unterstützte den War Powers Act von 1973 und gewann Unterstützung für die Kuba-Amerikaner, die sich für seine Gegend entschieden hatten. Von 1984 bis 1993 war Fascell Vorsitzender des Ausschusses für auswärtige Angelegenheiten. 1969 war er vom Präsidenten als Repräsentant der Vereinigten Staaten bei der 24. UN-Vollversammlung ausgewählt worden.
Dante Fascell lebte nach Beendigung seiner 19. Amtszeit 1993 zurückgezogen auf seinem Anwesen. 30 Tage vor seinem Tod erhielt er die Presidential Medal of Freedom durch Präsident Bill Clinton überreicht. Er litt an Kolorektalkrebs und verstarb am 28. November 1998 im Alter von 81 Jahren.